# Synarmostes antsingyi
Synarmostes antsingyi är en skalbaggsart som beskrevs av Renaud Maurice Adrien Paulian 1979. Synarmostes antsingyi ingår i släktet Synarmostes och familjen Hybosoridae. Inga underarter finns listade i Catalogue of Life.